# 続群書類従完成会
株式会社続群書類従完成会（ぞくぐんしょるいじゅうかんせいかい）は、1922年（大正11年）から2006年（平成18年）まで活動した日本の出版社。国書刊行会（1905年 - 1922年）の実質的な後継企業である。
社名の通り『続群書類従』の出版を目的として設立された出版社であり、『群書類従』（正・続・続々）や『史料纂集』などを中心とした日本史・日本文学関係の史料集、学術書などを中心とした出版活動を行っていた。2006年に倒産したが、出版事業は八木書店によって引き継がれている。

## 沿革

### 創業
創業者は、国書刊行会主事だった太田藤四郎（1890年10月10日 - 1953年2月11日）である。
1893年（明治26年）から1896年（明治29年）にかけて『群書類従』活版本を刊行した経済雑誌社は、続いて1902年（明治35年）より『続群書類従』活版本の刊行に取り組んだが、1914年（大正3年）発行の第19輯を最期に中断されていた。これを惜しんだ八代国治は、国書刊行会の早川純三郎に刊行を引き継ぐよう求めた。なお、『続群書類従』は国書刊行会の発足当時に刊行が計画されたことがあるが、経済雑誌社が出版に着手していたため断念した、という経緯がある。早川は難色を示したが、結局、主事の太田藤四郎が、国書刊行会とは別に出版社を設立し、『続群書類従』を完結させることになった。
太田は経済雑誌社からの権利譲渡と塙家からの委任を得た上、四谷区（現・新宿区）船町21番地にあった国書刊行会事務所を早川の好意で1922年12月1日より借り受け、筆耕・校訂要員も国書刊行会からそっくり引き継いで、続群書類従完成会を設立した。発足当時のメンバーは、代表者・太田藤四郎、校訂担当・斉藤松太郎、田中敏治、岩橋小弥太、三宅松之允であった。
1923年（大正12年）、予約会員制配本で『続群書類従』第20輯上を刊行。印刷・配本を吉川弘文館に請け負ってもらっていた旧国書刊行会とは異なり、出版業務のほとんどを自社で行わななければならなくなったため、事務所がたちまち手狭となり、1923年8月、北豊島郡巣鴨町（現・豊島区）巣鴨2570番地に移転した。
1928年（昭和3年）8月に最終回配本を完了、続いて経済雑誌社版の補訂作業に取り掛かり、1933年（昭和8年）に完結を見た。ただし、目録には記載されているものの、テキストの所在が不明のため収録できない欠巻が81点残されることになった。
これと並行して『群書類従』正篇の刊行も進められ、1934年（昭和9年）に全111冊（正続97冊・補遺14冊、いわゆる「完成会本」）が完成。以後はしばらく職員の補充を行わず、嘱託者を残すのみの状態となる。この間のスタッフには、藤倉喜代丸、大和田五月、赤堀又次郎、御橋悳言、松林竹雄（1928年頃入社）、小林正直（同）、知念武雄（同）、尾崎明憲（1929年入社）、斎木一馬（1932年頃入社）、和田正夫（同）、洞富雄らがいる。1936年（昭和11年）2月頃、事務所を池袋に移転。
なお、戦時下に発行された『続群書類従』普及版では、内務省の圧力で『昨日は今日の物語』の本文が削除されている。
『続群書類従』の欠巻81点を補充するための調査も行われていたが、1945年（昭和20年）、空襲で社屋と資料を焼失し、調査は振り出しに戻ってしまう。1953年（昭和28年）、太田藤四郎が肝臓がんで死去。

### 戦後の再建と『続群書類従』の完結
1955年（昭和30年）2月11日、太田藤四郎の三回忌を期して会の再建が決定され、1957年（昭和32年）、太田藤四郎の次女・節子が中心となって業務が再開される。1958年（昭和33年）、石井英雄が戦後初の常勤職員として入社。1960年（昭和35年）、株式会社となる。
事業再開にあたっては、太田藤四郎が生前に公約して果たせなかった、正続『群書類従』の総書目解題（『群書解題』）と、『続群書類従』欠本分の補欠完成が重要事業とされ、そのために正続『群書類従』の基礎資料の再調査が進められた。1958年（昭和33年）10月より『群書類従』本文の再校訂が着手され、1960年（昭和35年）9月、改訂三版として刊行を終了。続いて1960年（昭和35年）から1967年（昭和42年）6月にかけ、『群書解題』全22巻30冊を刊行した。そして1969年（昭和44年）3月に『続群書類従』第34輯、1972年（昭和47年）11月に第35-37輯が刊行され、『続群書類従』の完結を見た。

### 倒産と八木書店への事業譲渡
2006年（平成18年）9月5日、不渡りを出し事実上の倒産、再建を断念し破産手続開始の申立てを行う。2007年（平成19年）1月10日、破産手続開始決定。6月11日、破産手続終結。
2007年6月、八木書店が出版事業を継承した。

## 主な出版物
- 『群書類従』
  - 『群書類従』（1928年 - 1934年）
  - 『続群書類従 補遺 第1』
  - 『続群書類従 補遺 第2』
  - 『続群書類従』（1902年 - 1972年） - 経済雑誌社から引き継ぎ。
  - 『続群書類従 補遺壱』
  - 『続群書類従 補遺貳』
  - 『続群書類従 補遺參』
  - 『続群書類従 補遺四』
  - 『続々群書類従』（1969年 - 1978年）
  - 『群書解題』（1960年 - 1988年）
- 『史料纂集』
  - 『史料纂集 古記録編』（1967年 - ） - 八木書店が引き継ぎ。
  - 『史料纂集 古文書編』（1971年 - ） - 八木書店が引き継ぎ。
- 『新訂寛政重修諸家譜』（1964年 - 1967年） - 別巻2巻は八木書店から2010 - 2012年に刊行。
- 『徳川諸家系譜』（1970年 - 1984年）
- 『寛永諸家系図伝』（1980年 - 1997年）
- 補任シリーズ（1982年 - ） - 八木書店が引き継ぎ。

### 雑誌
- 『温古随筆』（1928年 - 1930年） - 1930年『歴史と国文学』に改題し太洋社に移籍、1944年まで刊行
- 『史学文学』（1958年 - 1968年） - 『歴史と国文学』の後身
- 『ぐんしょ』（1962年 - 1965年, 1988年 - 2006年）